# Bamor
Bamor é uma cidade e uma nagar panchayat no distrito de Morena, no estado indiano de Madhya Pradesh.

## Demografia
Segundo o censo de 2001, Bamor tinha uma população de 25,222 habitantes. Os indivíduos do sexo masculino constituem 54% da população e os do sexo feminino 46%. Bamor tem uma taxa de literacia de 58%, inferior à média nacional de 59.5%; com 65% para o sexo masculino e 35% para o sexo feminino. 18% da população está abaixo dos 6 anos de idade.